# ラブリーポップ麻雀 雀々しましょ
『ラブリーポップ麻雀 雀々しましょ』（ラブリーポップマージャン ジャンジャンしましょ）は、1996年9月にVISCOが発売したアーケード用脱衣麻雀。2000年2月中旬に続編の『ラブリーポップ麻雀 雀々しましょ2』が発表された。

## 概要
登場する4人の女性アイドルキャラクター（本木奈々・宮沢琴乃・嶋田香奈子・川原ひな）は元々VIS♡KISSというユニットで活躍してきた。が、ここ最近はソロ活動が楽しくてユニット活動はどちらかと言うと低調。
VIS♡KISSの事務所は「個々に人気も出てきた事だし、またユニットを再結成させて一気にブレイクさせよう」とコンサートツアーを組む。だが、4人は全く乗り気でない。プレイヤーはマネージャーの八千草彩と協力して麻雀勝負でVIS♡KISSを全員説得させてコンサートを開く事が目的。
基板にはシステムSSVを搭載しており、二枚の基板を通信ケーブルをで繋ぐ事により通信対戦プレイが可能。キャラクターデザインに漫画家・花屋敷ぼたんを起用、アニメはスタジオ・OXが制作。動画枚数1000枚を超える大作である。

### 移植版
『ラブリーポップ2in1 雀じゃん恋しましょ』のタイトルで、前作ともいえる『スーパーリアル花札 恋こいしましょ』とのカップリングでPlayStationとセガサターンに移植されたが、脱衣シーンは削除され、攻略した女の子達とのデートシーンに差し替えられた。なお、PlayStation版のみ、後に廉価版として『雀じゃん恋しましょセパレート1 雀々しましょ』のタイトルで『恋こいしましょ』と分割させた物が発売された。

### テーマソング
『勇気の翼〜Fly High Little Wing』 歌：VIS♡KISS、作詞：チームラブリーポップ、作曲：神尾憲一

### エピソード
- キャラクター自体は『スーパーリアル花札 恋こいしましょ』に登場した4人をリファインしたような形になっており、後述する家庭用やラジオドラマ版で共演も果たしている。
- キャラクターの苗字は1993年3月28日に放送されたテレビドラマ『西遊記』の出演陣（宮沢りえ、本木雅弘、河原さぶ、嶋田久作、八千草薫）から取られている（設定原画集の開発陣のインタビューより）。

## 登場人物
本木 奈々 (もとき なな)
声 : 佐々木るん
誕生日 : 8月15日 / 3サイズ : 80・56・81 / 身長 : 165cm / 血液型 : O型
東京都出身で、元気で明朗活発なボーイッシュな少女。
宮沢 琴乃 (みやざわ ことの)
声 : 黒崎彩子
誕生日 : 9月18日 / 3サイズ : 82・57・80 / 身長 : 158cm / 血液型 : A型
兵庫県出身の、おとなしめのお嬢様。ラジオドラマではメインヒロインを務める。脱衣シーンで唯一恥ずかしそうな素振りを見せる。
嶋田 香奈子 (しまだ かなこ)
声 : 五十嵐麗
誕生日 : 8月8日 / 3サイズ : 92・58・85 / 身長 : 163cm / 血液型 : AB型
横浜出身で妖艶な色気を持つ美女だが、まだ年齢は19歳。広尾の高級マンションに１人暮らしで、特技は英会話。
川原 ひな (かわはら ひな)
声 : 栗原みきこ
誕生日 : 3月3日 / 3サイズ : 78・56・80 / 身長 : 152cm / 血液型 : B型
福岡県出身で、普通の家庭で普通に育った少女。現在は阿佐ヶ谷の姉夫婦の家に居候中。常にお菓子を持ち合わせている。
八千草 彩 (やちぐさ あや)
声 : 伊藤美紀
誕生日 : 10月22日 / 3サイズ : 86・60・88 / 身長 : 165cm / 血液型 : A型
鹿児島県出身で、珍しい腕時計とカエルが好き。女優顔負けの美女であるが、本人は自分が目立つのはあまり興味が無いので、マネージャー業に徹している。1コインで4人クリアをするか、役満を出して和了すると八千草と対戦できるが、本作で見られるのは下着まで。完全に脱衣するのは次回作まで待つ事に。
（）

## ラジオドラマ
家庭用の発売に向けて、タイアップとして『宮村優子の直球で行こう!』の番組内でラジオドラマも放送され、CD化されて発売された。
- 第1話「雀じゃん映画しましょ」
- 第2話「雀じゃんピーチしましょ」
- 第3話「雀じゃん寝起きしましょ」
- 第4話「雀じゃん夜遊びしましょ」
- 第5話「雀じゃん肝試ししましょ」
- 第6話「雀じゃんストレス解消しましょ」
- 第7話「雀じゃん夏しましょ」
- 特別番外編「雀じゃんラジオしましょ」（ラジオ未放送）

## 関連書籍
- 『雀々しましょ、恋こいしましょ 原画&設定資料集』新声社〈ゲーメストムック WORLD SERIES VOL.1〉、1997年4月1日。ISBN 4-88199-339-9。
- コミックゲーメスト編集部 編『美少女パーティー雀々しましょ＆恋こいしましょコミックアンソロジー』新声社〈ゲーメストコミックス〉、1996年。ISBN 4-88199-305-4。